# Comorenvleerhond
De Comorenvleerhond (Pteropus livingstonii) is een van de grootste vleerhonden ter wereld. Het dier wordt met uitsterven bedreigd. In 2002, werd het aantal in het wild voorkomende dieren geschat op 1200, verdeeld over 20 nesten. Daarom zijn er enkele individuen uit het wild gehaald om een kweekprogramma mee op te starten in Jersey. Als de vleerhonds natuurlijke habitat niet wordt beschermd, sterft deze soort binnen de 10 jaar uit. 
Dit type vleerhonden verdedigen zichzelf tegen predatoren door de aanvallers te besproeien met urine.  Deze vleerhonden voeden zich met fruit. Volwassen dieren hebben een spanwijdte van 1,4 m en een lichaamslengte van 30 cm.  Elk vrouwtje baart één keer per jaar een jong van juli tot september. Jongen worden onafhankelijk zodra ze 3 tot 6 maanden oud zijn. Beide geslachten vertonen geen uiterlijke verschillen. Ze komen uitsluitend voor op de Comoren op de eilanden Anjouan en Moheli.